# 마리오 + 래비드 반짝이는 희망
《마리오 + 래비드 반짝이는 희망》(영어: Mario + Rabbids Sparks of Hope)은 유비소프트 밀라노와 유비소프트 파리가 개발하고 유비소프트가 배급한 2022년 액션 어드벤처 턴제 전략 게임이다. 닌텐도의 《마리오》와 유비소프트의 《래비드》간의 크로스오버 작품이자 《마리오 + 래비드 킹덤 배틀 (2017)》의 후속작으로, 닌텐도 스위치 플랫폼으로 제작돼 2022년 10월 20일 전세계에 동시출시됐다.
우주에서 활개하는 악당 보라마녀에 대항해 마리오와 래비드가 힘을 합쳐 모험을 떠나는 이야기를 그렸다. 래비드와 마리오 출연진으로 구성된 부대로 턴제 방식으로 진행되는 전투를 승리로 이끄는 것이 주된 게임플레이이나, 전작과는 달리 타일 형태의 이동필드를 삭제하고 자유롭게 이동할 수 있는 등 다양한 변경점이 있다.
2023년에 레이맨이 등장하는 다운로드 가능 컨텐츠가 발매됐다.

## 반응

### 평론
《마리오 + 래비드 반짝이는 희망》은 리뷰 애그리게이터 웹사이트 메타크리틱에서 86/100점을 기록해 "대체적으로 긍정적인 평가"를 받았다.

### 흥행
《마리오 + 래비드 반짝이는 희망》은 일본에서 발매 첫 주에 패키지판이 17,647장 판매됃 전국 주간 소매판매량 3위를 기록했다.

## 참조

### 주해
1. ↑  기타 추가개발 유비소프트 청두, 유비소프트 상하이, 유비소프트 몽펠리에, 유비소프트 바르셀로나, 유비소프트 푸네, 유비소프트 부쿠레슈티 및 유비소프트 토론토.
2. ↑  일본에서는 닌텐도가 배급.